# Pilot Flying J
Pilot Travel Centers LLC alternativt Pilot Flying J är ett amerikanskt företag som verkar inom bemannade rastplatser, främst för lastbilschaufförer, och där det finns bensinstationer, närbutiker, restauranger och annan service tillgängligt som bland annat fordonstvättar, frisörer, hygienplatser, tvättomater, UPS, verkstäder och Western Union. De har fler än 750 bemannade rastplatser utmed de stora motorvägarna i 43 amerikanska delstater och sex kanadensiska provinser. De rastplatser som har restauranger tillhör redan befintliga restaurangkedjor så som Burger King, Kentucky Fried Chicken (KFC), McDonald's, Pizza Hut, Subway, Taco Bell och Wendy's.
Den amerikanska ekonomitidskriften Forbes rankade Pilot Flying J till det 14:e största privata företaget i USA efter omsättning för år 2016.